# 우수 농산물 제도
우수 농산물 인증제도(Good Agricultural Practices)는 대한민국의 농림축산식품부가 지정한 제도로서 농산물의 안전성을 확보하기 위하여 농산물의 생산, 수확, 포장단계까지 철저한 관리를 통해 소비자가 안전한 농산물을 먹을 수 있게 인증해 주는 제도이다.